# Арм, Марк
Марк Арм (англ. Mark Arm, имя при рождении Mark McLaughlin — Марк Маклафлин, род. 21 февраля 1962) — вокалист гранж-группы Mudhoney. Именно про него говорят, что он придумал термин «гранж», пытаясь описать стиль музыки, который он (и другие группы Сиэтла) играет. Его прошлая группа Green River является одной из самых первых гранж-групп наравне с Malfunkshun, Soundgarden, Skin Yard, U-Men и с другими. В настоящее время Марк Арм также является и менеджером Sub Pop.

## Ранняя карьера
В 1980 году Марк Арм сформировал группу «Mr. Epp and the Calculations», в то время когда он учился в христианской школе города Белвью. Первое выступление группы было только в 1981 году на разогреве у группы Student Nurse. Группа появлялась на радио KZAM-AM и была представлена, как «худшая группа в мире». В 1982 году группа выпустила свой первый EP. В следующем году к ним пришёл второй гитарист Стив Тёрнер. В 1984 году группа распалась.
После Mr. Epp and the Calculations Марк Арм и Стив Тёрнер (которые стали близкими друзьями) на несколько недель вступили в группу Limp Richerds. Далее к Арму и Тёрнеру присоединились будущие участники группы Pearl Jam — Джеф Амент и Стоун Госсард, а также Алекс Винсент, чтобы сформировать группу Green River. Перед тем как распасться, группа выпустила два мини-альбома и один полноценный альбом. Стив Тёрнер покинул группу, чтобы окончить колледж и Марку Арму вновь пришлось искать новую группу. После того как Тёрнер закончил учёбу, они сформировали группу The Thrown Ups.

## Mudhoney
К Арму и Тёрнеру присоединились барабанщик Дэн Питерс и басист Мэтт Лукин, бывший участник The Melvins. Новая группа назвалась Mudhoney. В 1988 году на лейбле Sub Pop вышел их первый сингл «Touch Me I'm Sick». После тура и нескольких мини-альбомов в 1989 группа выпустила первый полноценный альбом. Следующий альбом Every Good Boy Deserves Fudge вышел прямо перед «бомбой» гранж-музыки — альбома Nevermind группы Nirvana. В 1992 году они подписали контракт с лейблом Reprise и выпустили альбом Piece of Cake.
Хоть группа никогда и не была популярной, Mudhoney — одна из немногочисленных гранж-групп, которая всё ещё продолжает выпускать альбомы. В 2002 году вышел Since We've Become Translucent, а в мае 2008 года на Sub Pop вышел The Lucky Ones, на данный момент их самая последняя работа. Вклад Арма и Mudhoney в гранж-музыку является одним из самых значимых.

## Соло и сторонние проекты
В 1990 году Арм выпустил соло сингл «The Freewheelin' Mark Arm» на Sub Pop.
Одно время он был вокалистом и гитаристом группы Bloodloss и вокалистом сиэтлской супергруппы The Monkeywrench. Monkeywrench состояла из Арма, Тёрнера, Тима Керра (группы Lord Hi Fixers, Big Boys, Poison 13), Тома Прайса (Gas Huffer) и Мартина Бленда (Bloodloss). Также Марк появлялся на некоторых альбомах в качестве приглашённого гостя, например на мини-альбоме Sap группы Alice in Chains, который вышел в 1992 году.
В 1998 году он записал саундтрек к фильму Бархатная золотая жила с Роном Эштоном, Майком Ваттом, Торстоном Муром и Стивом Шелли. Вместо своего настоящего имени Марк использовал Вайлд Реттц.

## Дискография
- 1990 — The Freewheelin' Mark Arm, 7" (Sub Pop)